# Piorun (střela)
PPZR Piorun (polsky Przenośny Przeciwlotniczy Zestaw Rakietowy Piorun, česky: blesk) je přenosný protiletadlový raketový komplet (MANPADS – Man-portable air-defense systems) navržený a vyráběný polskou společností Mesko. Představuje vylepšenou verzi polského kompletu Grom z 90. let. Střelu lze odpalovat z ramene, nebo ji umístit na různé platformy (PSR-A Pilica, SPZR Poprad). Střela si získala řadu zahraničních uživatelů. Úspěšně byla nasazena Ukrajinou bránící se ruské invazi.

## Historie

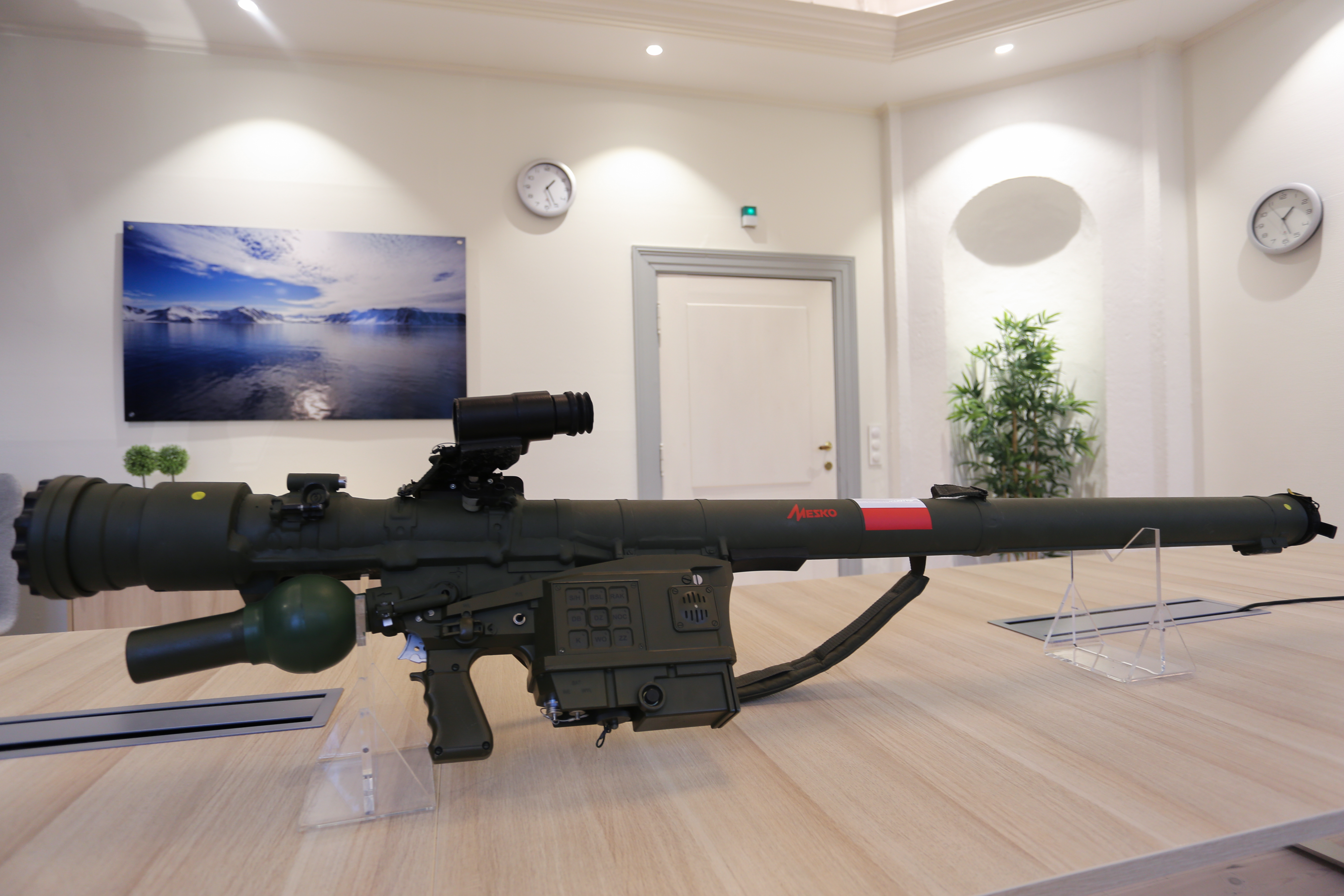
Piorun

V Polsku jsou přenosné protiletadlové řízené střely vyráběny od 70. let 20. století. Společnost Mesko nejprve licenčně vyráběla sovětské střely Strela-2M. V průběhu 80. let byla připravována licenční výroba modernějších střel 9K38 Igla, mezitím však skončila studená válka a komunistický režim v Polsku padl. Protože armáda nové střely stále potřebovala, v Polsku bylo rozhodnuto získané zkušenosti využít při vývoji domácí střely. Použita byla i některá řešení, převzatá z typu Igla. Situaci komplikoval fakt, že klíčové komponenty střel Strela-2M (naváděcí soustava a pohon aj.) nebyly v rámci licenční výroby produkovány v Polsku a společnost Mesko je musela nově vyvinout (včetně vlastního infračerveného zaměřovacího systému chlazeného dusíkem). Nová střela byla dokončena roku 1995 a dostala označení Grom. Má dosah 5,5 km, výškový dosah 3,5 km a nese bojovou hlavici o hmotnosti 1,27 kg.
Piorun představuje modernizovanou verzi střely Grom. Mimo jiné má dosah prodloužený na 6,5 km a silnější bojovou hlavici. Prvním zahraničním uživatelem střely se roku 2016 stala Ukrajina. V prosinci 2016 objednala první várku 420 odpalovacích zařízení a 1300 střel Piorun.

## Služba
Ukrajina nasadila střely Piorun při obraně proti ruské invazi. Dle ukrajinských médií mají na kontě drony Orlan-10, bojové vrtulníky Ka-52 i letouny Su-24, Su-25 a Su-34.

## Uživatelé

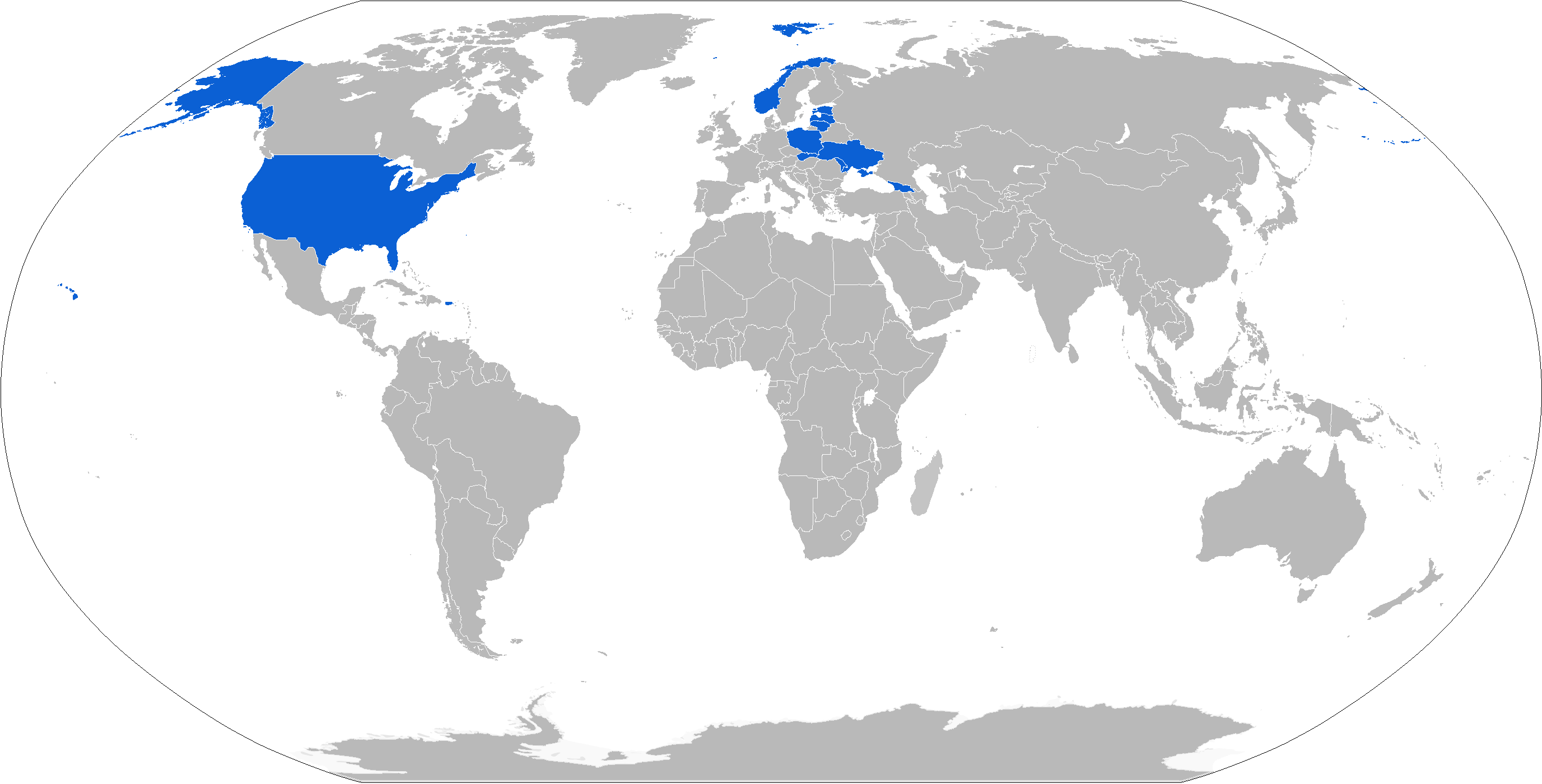
Uživatelé systému Piorun k roku 2024

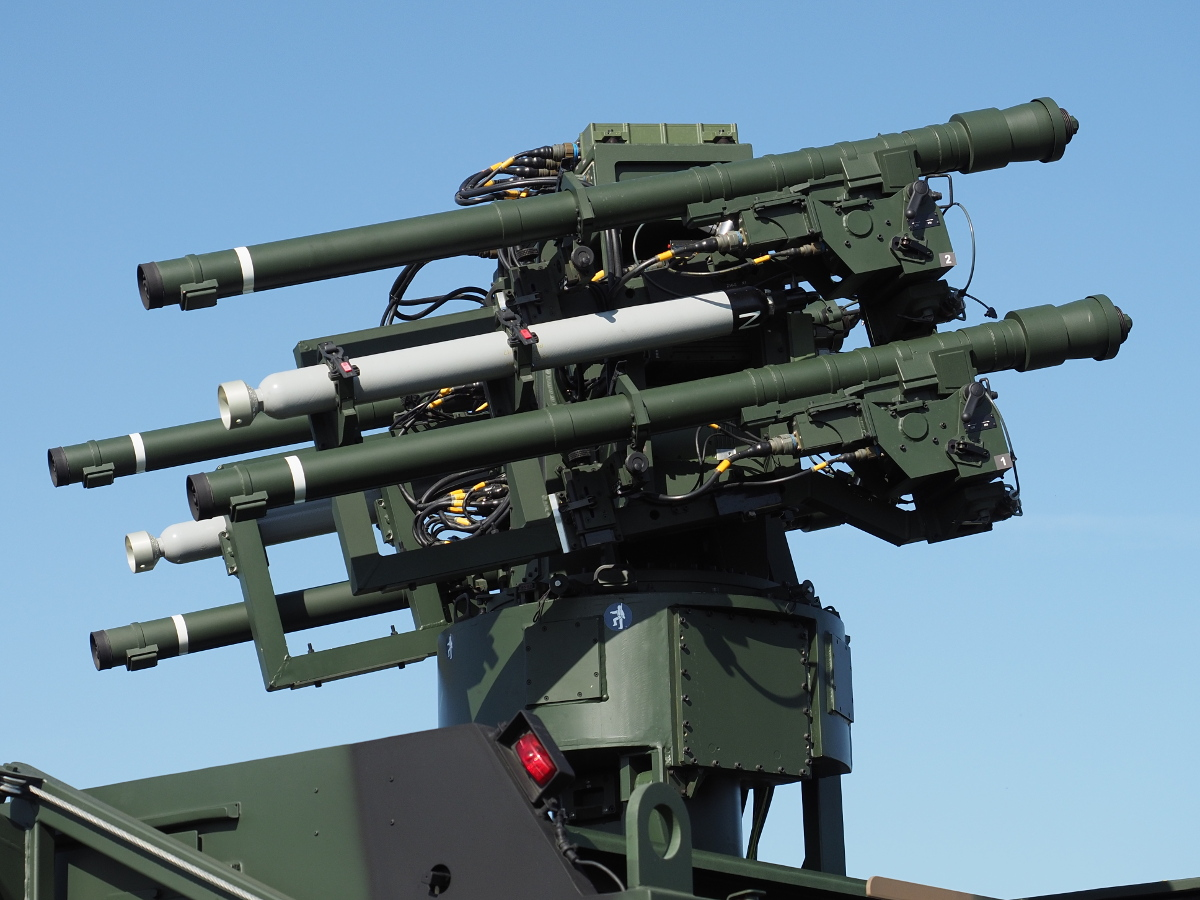
Polský protiletadlový systém SPZR Poprad je vyzbrojen střelami Grom a Piorun

- Belgie – Střela vybrána roku 2025.[1]
- Estonsko – Roku 2022 objendáno 300 střel Piorun.[4]
- Gruzie
- Litva
- Lotyšsko
- Moldavsko
- Norsko
- Polsko
- Slovensko
- Spojené státy americké – K únoru 2022 objednány stovky střel.[4]
- Ukrajina – První zahraniční uživatel střely.

## Technická data
Citováno dle
- Průměr střely: 72 mm
- Hmotnost kompletu: 18,5 kg
- Hmotnost střely: 10,3 kg
- Hmotnost hlavice: 1,82 kg
- Rychlost: 2 M
- Dosah: 6500 m
- Výškový dosah: 4000 m